# XviD
Az XviD egy GPL nyílt forráskódú MPEG-4 képtömörítési algoritmus amely eredetileg az OpenDivX-en alapul. Az XviD-et egy önkéntes programozókból álló csapat készítette, miután az OpenDivX-et lezárták.
A jelenlegi stabil verzió az 1.3.7 (2019. december 28.). Az Xvid-be megjelenése óta rengeteg extra szolgáltatást építettek, így erős versenytársa a DivX-nek, amely vele együtt napjaink egyik legelterjedtebb képtömörítési eljárása. Az XviD előnye hogy amíg a DivX Pro eljárás használatáért vagy fizetnünk kell, vagy el kell viselnünk a megjelenő hirdetéseket, reklámokat (ez az MPEG licenc miatt van így), addig az XviD egy teljesen ingyenes, nyílt fejlesztésű projekt.
A szabadalmi jogok miatt az XviD 0.9.x verzióit nem licencelték személyeknek/vállalatoknak az olyan országokban, ahol az ezen típusú engedélyeket nem alkalmazzák (pl: az USA-ban és Japánban). Az 1.x kiadásoknál egy egyszerű GNU GPLv2 licencet használnak, egyértelmű földrajzi korlátozások nélkül, bár ennek ellenére az XviD használatát még mindig a helyi törvények szabályozzák.